# 陶謙

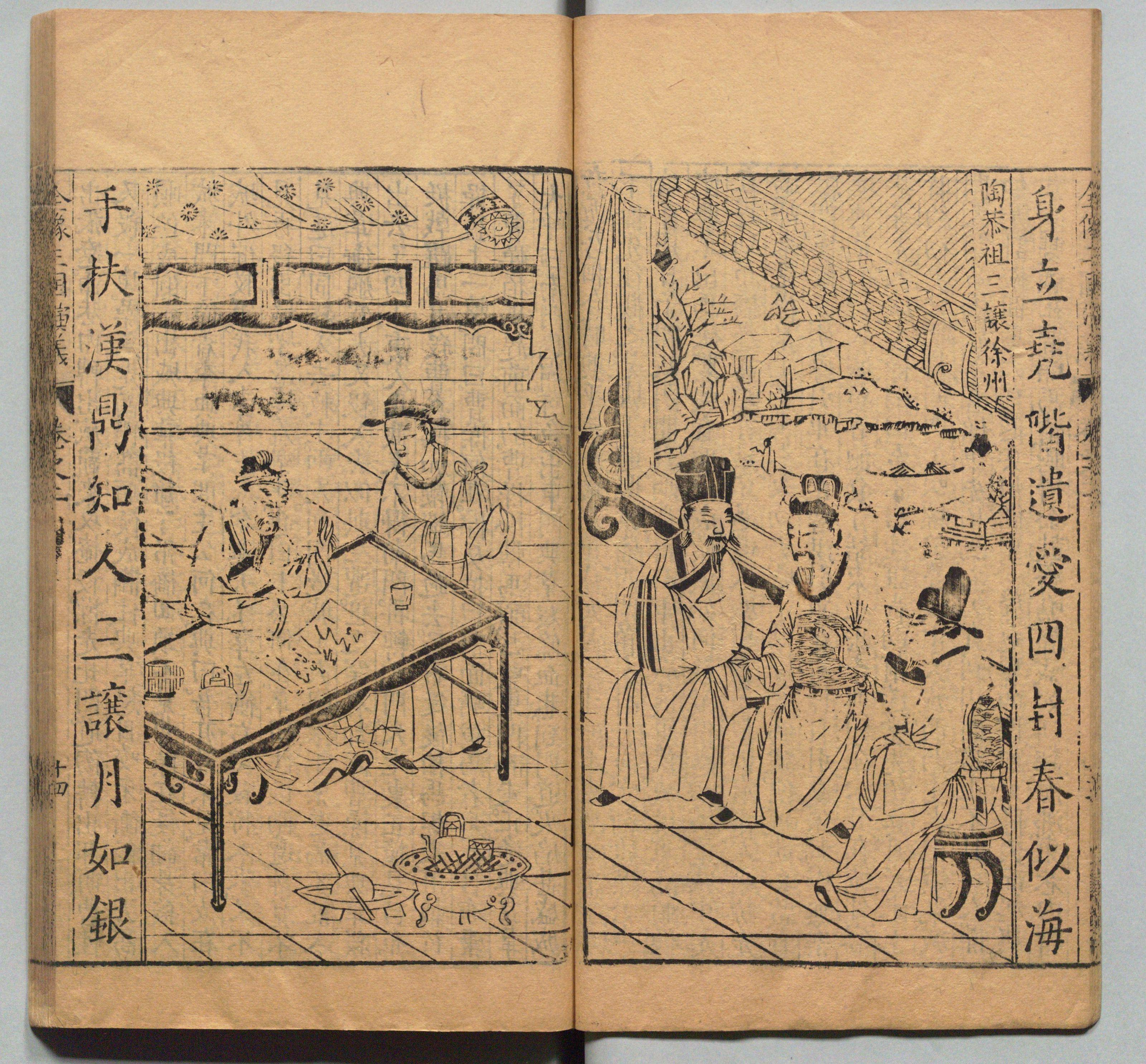
周曰校插图版《三国志通俗演义》中的陶谦三让徐州

陶謙（132年—194年），字恭祖，丹阳郡丹阳县（今安徽省马鞍山市博望区）人。東漢末年的割據軍閥之一。

## 生平

### 婚後發跡
陶謙出身自丹陽郡小吏之子弟，年少喪父，以遊蕩不羈聞名縣內，常與縣內孩童玩騎馬打仗遊戲，孩童們皆以陶謙為首。前蒼梧太守甘公看到陶謙後認為其相貌雄偉必有一番成就，而將女兒許配陶謙。
婚後陶謙收起浪蕩個性轉為好學，先成諸生後舉孝廉，封尚書郎，舒縣令，再舉茂才，封盧縣令。為官清白，封幽州刺史，議郎。

### 轉戰南北
羌侵擾邊境，朝廷派皇甫嵩出戰，徵召陶謙為揚武都尉，大破西羌。中平二年（185年）邊章、韓遂作亂，朝廷派車騎將軍張溫與董卓出兵討伐，張溫徵召陶謙與孫堅助戰。期間陶謙不滿張溫無能，孫堅也多與顢頇專橫的董卓意見相左，最後陶謙於回朝酒會時辱罵張溫，張溫初時大怒，但經旁人勸解下原諒陶謙，同樣予以厚待。

### 經略徐州
朝廷當初欲討伐徐州黄巾贼而封陶謙為徐州刺史。陶謙軟硬兼施延攬人才，許多當地望族與名士都為他效力。
陶謙聽從趙昱、王朗的意見在董卓遷都長安時出使奉承天子，天子封其為安東將軍、徐州牧、溧陽侯。
陶謙用陳登負責農事，奉行屯田制以積蓄糧食。董卓讨伐战期间，河南尹朱儁弃官出逃，号召州郡讨伐董卓。陶谦遣精兵三千，其他州郡也对朱儁稍有支持，陶谦推朱儁行车骑将军。董卓伏诛后，余党李傕、郭汜继续把持朝政，陶谦率前扬州刺史周乾、琅邪相阴德、东海相刘馗、彭城相汲廉、北海相孔融、沛相袁忠、泰山太守应劭、汝南太守徐璆、前九江太守服虔、博士郑玄等共推朱儁为太师，发檄文号召地方讨伐李傕，尊奉献帝。但朱儁应李傕征召入朝，陶谦等只能作罢。
初平四年（193年），陶謙聯合闕宣取泰山華、費，略任城，事後藉機殺死闕宣、收編其眾。

### 晚年失意
初平三年（192年），陶謙呼應袁術屯發干（今山東聊城西），以逼袁紹。為曹操、袁紹夾擊大敗。
袁术虽为陶谦盟友，却占据徐州的广陵郡。后来陶谦驱逐沛相袁忠，改以陈珪为沛相，袁术又自称徐州伯，盟友关系或已破裂。
初平四年（193年），曹操以父親曹嵩於泰山被殺為由攻打陶謙，攻陷十餘城，於彭城大戰。陶謙兵敗，死者萬數，泗水為之不流，陶謙退守郯城。曹操久攻不下因缺糧撤軍。
興平元年（194年），曹操再次攻打陶謙，攻陷瑯琊、東海諸縣，陶謙欲退回老家丹陽，曹操因張邈叛迎呂布而撤兵。陶謙於同年病死，臨終前囑託別駕麋竺讓幫忙協防的劉備主事徐州牧。

## 家庭

### 妻子
- 甘氏，蒼梧郡太守甘公之女。

### 子女
- 陶商，陶謙之子，没有出仕当官。
- 陶應，陶謙之子，没有出仕当官。

## 部下
- 曹豹，陶謙部將。曹操攻打徐州時，陶謙將曹豹與劉備屯郯東抗敵。豹後隨劉備，任下邳相，與張飛守下邳。豹與張飛內鬥，曹豹兵眾堅營自守，使人招呂布襲下邳，曹豹被張飛所斬殺。
- 許耽，中郎將，統領丹陽兵。與曹豹一同驅劉備迎呂布。
- 趙昱，名士。被陶謙軟硬兼施請出為別駕，後任廣陵太守，為笮融所殺。
- 王朗，治中。與趙昱提議出使長安奉承天子，天子封其為會稽太守，後來被孫策擊敗才投奔曹操。
- 陳珪，徐州豪族，曾任沛相。
- 陈登，陳珪子，陶謙請出任典農校尉，妥善種植穀物，減少飢荒。
- 笮融，下邳相，佛教領袖。挪用公款，因頗具人望故陶謙處處忍讓，曹操攻來時掠城出逃。
- 蕭建，瑯邪相，治莒，欲私通呂布，為臧霸所殺。
- 曹宏，陶謙親信，讒慝小人。[3]
- 呂由，陶謙部將，為曹仁擊破。[4]
- 麋竺，徐州富商。陶謙任為別駕從事，陶謙死後投靠劉備。
- 麋芳，彭城相，麋竺弟，陶謙死後棄官與兄跟隨劉備。
- 闕宣，自稱天子。陶謙初期附和，後殺之，收編其眾。
- 臧霸，跟從陶謙擊破黃巾，拜騎都尉，屯於開陽，為統帥。助呂布抗拒曹操，呂布死後帶著孙观、孫康、尹禮、吳敦、昌豨等投靠曹操，加入曹操後仕途順遂，晚年成為魏國重臣。

- 張闓，都尉。陶謙遣張闓迎曹操父曹嵩，但見利忘義，劫掠財物，殺曹嵩。逃奔淮南袁术。后刺杀陈国相骆俊、陈王刘宠。
- 呂範，陶謙懷疑呂範為袁術內應，逃奔孫策。
- 吳範，會稽人（與孫吳的會稽人吳範可能是同一人），揚州從事。[5]

## 艺术形象

### 戏曲
- 京剧《三让徐州》：言鞠朋

### 三國演義
三國演義中陶謙被描述成和藹可親的人，正史上則是性情兇悍的梟雄，招募名士趙昱、張昭未成即以刑罰威嚇脅迫；勾結闕宣卻見機殺之收編其手下，亦縱容笮融掠民資與施行暴政。

### 影视
- 中國中央電視台電視劇《三國演義》（1994年）：张瞳
- 台灣華視電視劇《三國英雄傳之關公》（1996年）：章永华
- 中国中央电视台电视剧《武圣关公》（2004年）：刘国祥
- 中國電視劇《三国》（2010年）：佟汉

### 動漫遊戲
- 《火鳳燎原》（陳某）:於曹操「奉孝殺戮」時登場，後來被典韋殺害。

## 評價
- 甘公：「彼有奇表，长必大成。」（《三国志·卷八·魏书八·二公孙陶四张传第八》）
- 许劭：「陶恭祖外慕声名，内非真正，待吾虽厚，其势必薄。」（《后汉书·卷六十八·郭符许列传第五十八》）
- 東吳張昭作誄：「猗歟使君，君侯將軍，膺秉懿德，允武允文，體足剛直，守以溫仁。令舒及盧，遺愛於民；牧幽暨徐，甘棠是均。憬憬夷、貊，賴侯以清；蠢蠢妖寇，匪侯不寧。唯帝念績，爵命以章，既牧且侯，啟土溧陽。遂升上將，受號安東，將平世難，社稷是崇。降年不永，奄忽殂薨，喪覆失恃，民知困窮。曾不旬日，五郡潰崩，哀我人斯，將誰仰憑？追思靡及，仰叫皇穹。嗚呼哀哉！」
- 《吴书》：「谦性刚直，有大节。」
- 《三國志》作者陳壽：「陶謙昏亂而憂死，张杨授首于臣下，皆拥据州郡，曾匹夫之不若，固无可论者也。」“背道任情……刑政失和，良善多被其害，由是渐乱”。
- 《後漢書》作者范曄：「徐方殲耗，實謙為梗。」
- 王夫之：「盖谦之为谦也，贪利赖宠，规眉睫而迷祸福者也。然则曹嵩之辎重，谦固垂涎而假手于别将耳。吮锋端之蜜，祸及生灵者数十万人，贪人之毒，可畏也夫！」（《读通鉴论·卷九·献帝》）